# حامد علیزاده

حامد علیزاده ملی پوش دسته ۱۰۰ کیلوگرم مردان جودو ایران است.
وی در سال ۲۰۰۰ نقره پلیس‌های جهان را بدست آورد. در سال ۲۰۰۲ موفق به کسب طلای مسابقات بین‌المللی دهه فجر، و در سال بعد نقره همین مسابقات را بدست آورد.
در سال ۲۰۰۳ طلای مسابقات بین‌المللی «جام اپن» قرقسزستان را از آن خود کرد.
در بازیهای پاراآسیایی ۲۰۱۰ دوحه قطر با سه پیروزی و یک شکست پس از جودوکاری از کره جنوبی به گردن آویز نقره رسید.
سال بعد به نقره جهانی آنتالیا دست یافت.
او همچنین با شرکت در مسابقات پارآسیایی گوانگجو دوم شد، و مدال نقره را از آن خود کرد.
در پارالمپیک تابستانی ۲۰۱۲ لندن نیز با آسیب دیدگی جدی در مسابقات و قرار گرفتن در جایگاه پنجم به نشانی دست نیافت.
آخرین افتخار آفرینی او سال ۲۰۱۴ در مسابقات پارآسیایی اینچؤون رقم خورد و نقره تک نفره و طلای تیمی را برای ایران به ارمغان آورد.